# Дружный (Мордовия)
Дружный — упразднённый посёлок в Атяшевском районе Мордовии. Входил в состав Вежне-Чукальского сельского поселения. Исключен из учётных данных в 2003 году.

## География
Располагался на правом берегу реки Калымаза, в 2 км к северо-востоку от села Чукалы-на-Вежне.

## История
Основан в годы коллективизации. По данным на 1931 г. колхоз Дружный состоял из 6 дворов и входил в состав Ушаковского сельсовета.

## Население
Согласно результатам Всероссийской переписи населения 2002 года в посёлке отсутствовало постоянное население.